# Beckiella
Beckiella är ett släkte av kvalster. Beckiella ingår i familjen Dampfiellidae.

## Dottertaxa tillBeckiella, i alfabetisk ordning[1]
- Beckiella acuta
- Beckiella africana
- Beckiella arcta
- Beckiella bloszyki
- Beckiella borhidii
- Beckiella bucephala
- Beckiella capitulum
- Beckiella carinata
- Beckiella cejansis
- Beckiella clavata
- Beckiella cubana
- Beckiella deficiens
- Beckiella discoidalis
- Beckiella duplicata
- Beckiella elongata
- Beckiella foveolata
- Beckiella fratercula
- Beckiella garciai
- Beckiella inca
- Beckiella interlamellaris
- Beckiella irmayi
- Beckiella lamellata
- Beckiella latirostris
- Beckiella microseta
- Beckiella opposita
- Beckiella recta
- Beckiella reticulofemorata
- Beckiella sellnicki
- Beckiella silvai
- Beckiella synlamellata
- Beckiella vitiosa